# Abrosaurus dongpoi
Abrosaurus dongpoi ("lagarto delicado de Su Dongpo") es la única una especie conocida del género extinto Abrosaurus de dinosaurio saurópodo macronario basal que vivió a mediados del período Jurásico, hace aproximadamente 168 a 161 millones, entre el Bathoniense y Calloviense, en lo que hoy es Asia. Fue encontrado en la famosa mina de Dashanpu, Zigong donde se halla en un museo. Es una de por los menos cuatro especies de saurópodos de la Formación Xiashaximiao también llamada Shaximiao Inferior o Formación Dashanpu.

## Descripción

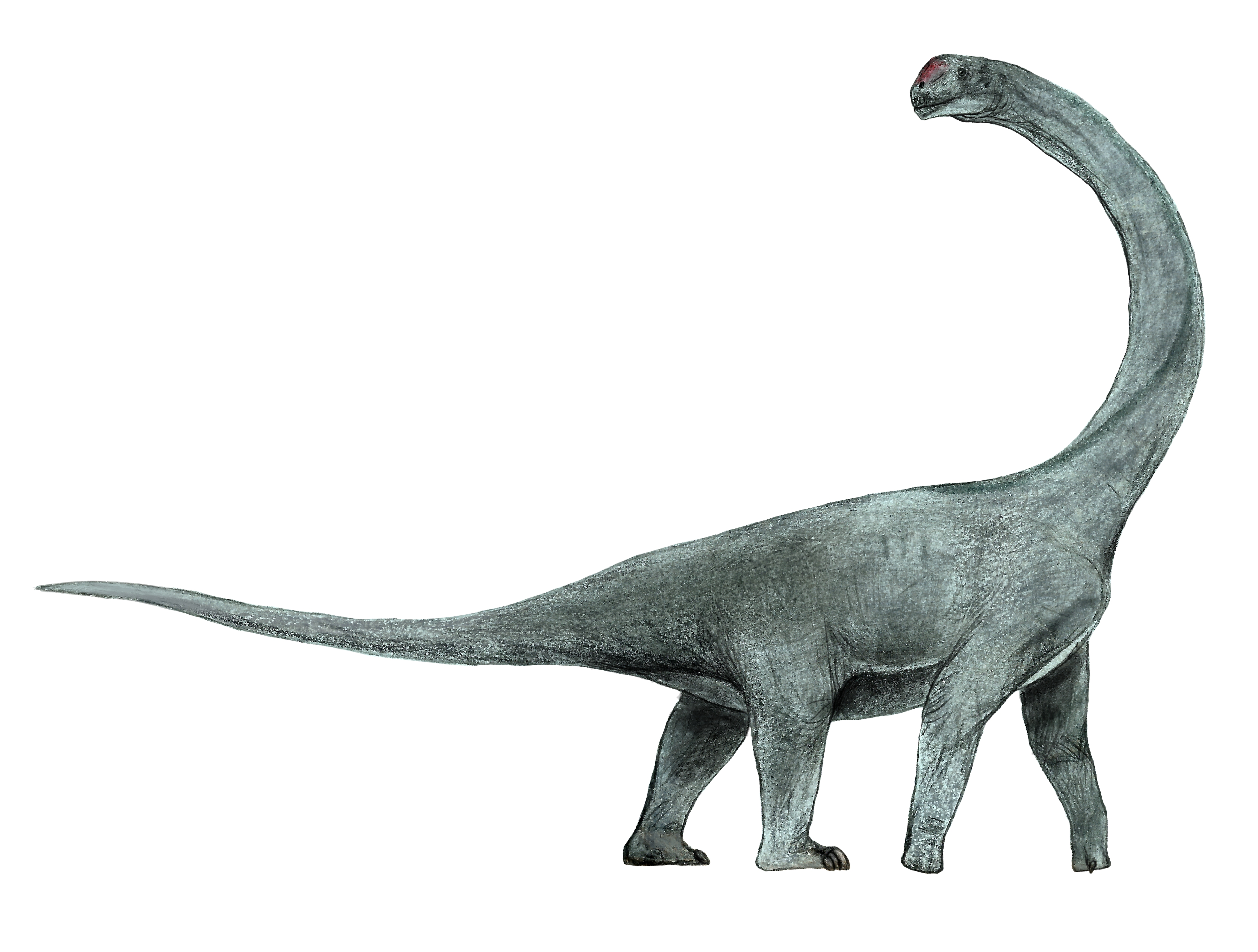
Recreación especulativa del cuerpo completo.

Este saurópodo se caracteriza por tener un cráneo delicado con grandes fenestras separadas por delicadas barras de huesos, que en vida albergarían grandes fosas nasales en la parte superior del cráneo, rasgo en el que se asemeja al de Jobaria, con un número inusualmente alto de dientes, y algunas espinas neurales separadas. Desafortunadamente, la cola no se conoce. Dentro de los saurópodos, puede ser considerado como un género pequeño, de solo 9 metros de largo, 3 de alto y unas 10 toneladas de peso.

## Descubrimiento e investigación
Su nombre de género "lagarto delicado" proviene de la naturaleza de su cráneo, con grandes ventanas separadas por finas barras de hueso. El nombre de especie, dongpoi, se debe al poeta chino Su Shi del siglo XI, también conocido como Su Dongpo, que nació en Sichuan. Era un pequeño dinosaurio saurópodo con un cuerpo robusto y de sólidas patas. La cabeza era cuadrada con una cresta nasal y las ventanas de la nariz casi estaban sobre los ojos.

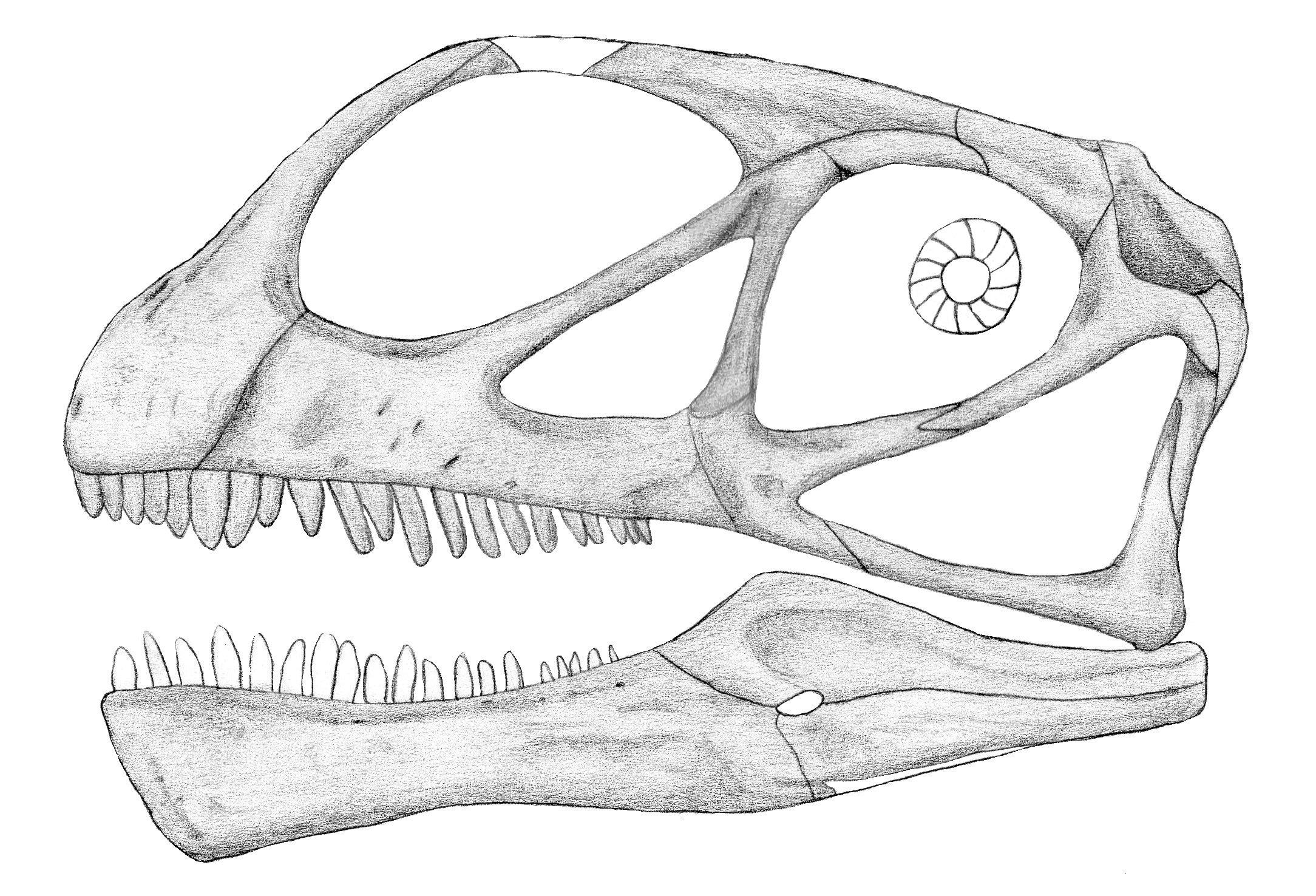
Ilustración del cráneo de Abrosaurus; los restos conocidos se muestran en color gris.

Abrosaurus fue descubierto en 1984, siendo descrito por primera vez en 1986 por el paleontólogo chino Ouyang Hui en su tesis doctoral. En la primera descripción los estándares y criterios no fueron aprobados por la ICZN, por lo que A. gigantorhinus cuenta solamente como nomen nudum. A pesar de esto el nombre fue usado erróneamente por a menos una publicación de Zhang & Chen, 1996. Finalmente, Ouyang describió formalmente la especie en 1989, bajo el epíteto de especie de A. dongpoensis, pero, y según los parámetros de la nomenclatura biológica, el sufijo latino -ensis debería ser reemplazado por -i para los nombres masculinos, lo cual fue enmendado por Peng & Shu en 1999 quienes le dieron el nombre de Abrosaurus dongpoi, que es el considerado como válido.

## Clasificación
Abrosaurus fue descrito originalmente como un saurópodo camarasáurido, y mientras que puede no resultar ser un miembro de esa familia en particular, la investigación posterior ha indicado que es un miembro basal de Macronaria, como el propio Camarasaurus. Sin embargo, los restos de Abrosaurus no se han descrito completamente, haciendo que su clasificación exacta sea difícil de determinar. El espécimen tipo de Abrosaurus es un cráneo casi completo y muy bien preservado. Un cráneo fragmentario y un esqueleto también se han referido esta taxón pero no hay descripción publicada.